# Fiorinia proboscidaria
Fiorinia proboscidaria är en insektsart som beskrevs av Green 1900. Fiorinia proboscidaria ingår i släktet Fiorinia och familjen pansarsköldlöss. Inga underarter finns listade i Catalogue of Life.